# Monty Python: Smysl života
Monty Python: Smysl života (anglicky Monty Python's The Meaning of Life) je britská filmová hudební komedie skupiny Monty Python, natočená v roce 1983, kterou režíroval Terry Jones. Film se skládá z řady skečů o různých etapách života, které jsou jen volně propojené. Tento kinematografický počin tedy nemá jednolitý děj.
Nemálo scén je zaměřeno proti katolické církvi. Film byl krátce zakázán v Irsku, jehož obyvatelstvo je z velké většiny křesťanské.

## Herecké role
- Graham Chapman
- John Cleese
- Terry Gilliam
- Eric Idle
- Terry Jones
- Michael Palin
- Carol Clevelandová
- Patricia Quinnová
- Mark Holmes
- Simon Jones
- Matt Frewer

## Děj
Film je rozdělen do kapitol a i jednotlivé kapitoly často obsahují několik nezávislých skečů.

### Úvodní krátký film
- The Crimson Permanent Assurance – úvodní krátký film režírovaný Terrym Gilliamem. Satira zaměřená na nevybíravé praktiky ve velkých korporacích. Starší úředníci se vzbouří proti svým mladším bezcitným šéfům, ovládnou budovu a přemění ji v „pirátskou loď“, která se vydává plenit komerční banky a finanční sektor obecně. Po výpadech novodobých pirátů leží finanční giganti v troskách. Loď odplouvá a přepadává přes okraj Země (neboť se „moderní teorie o tvaru Země ukázaly jako katastrofálně mylné“).

### Hlavní film
Hlavní film začíná scénkou s plovoucími rybami v akváriu v restauraci. Ryby mají tváře šesti členů skupiny Monty Python a věnují se filozofické konverzaci poté, co vidí, jak je jejich přítel (ryba jménem Howard) servírován k jídlu zákazníkovi v restauraci. Následuje zpívaná část.
- Část 1: Zázrak zrození (Part I: The Miracle Of Birth) – je rozdělena do dvou skečů. V prvním je žena přivážena na porodní sál. Doktoři si nechají především přivézt různé přístroje a až po chvíli jim dojde, že něco schází – pacientka. Když se pak rodička ptá, co má dělat, dozví se, že nic, protože nemá kvalifikaci. Do sálu přijde ředitel nemocnice a ptá se, co se bude dít. O porodu neví vůbec nic. Doktoři se věnují odpovědím na jeho banální otázky. Ředitel zdůrazňuje cenu drahých přístrojů. Lékaři se s porodem příliš nemažou, dítě letmo ukážou matce, strčí jej do inkubátoru a odchází pryč. Poslední doktor matce poradí, že vše, co bude potřebovat vědět, nalezne na videokazetě.
  - Zázrak zrození, část 2: Třetí svět (The Miracle Of Birth, part 2: The Third World) – děj této skeče je umístěn do Sheffieldu, Yorkshire. Otec katolicky založené a chudé rodiny přijde domů a sděluje manželce a dětem (kterých mají několik desítek), že zavřeli válcovnu a on přišel o práci. Nebudou peníze na jídlo, děti se prodají na vědecké pokusy. „Může za to katolická církev, protože nesmím nosit ty gumičky na ocásku. Ale jinak udělali hodně dobrých věcí, zachovali moc, majestát a dokonce i mystérium církve svaté...“. Opět následuje hudební vložka. Nekonečná řada dětí vychází ze dveří, přes ulici sleduje scénu bohatý muž – protestant, který vysvětluje manželce výhody své víry. Vyzdvihuje zejména fakt, že si může dopřát sex s ochranou, kdykoli se mu zamane. Jeho choť poukazuje na to, že tomu tak nikdy nebylo.
- Část 2: Růst a vzdělání (Part II: Growth and Learning) – část uvádí shromáždění hochů ve škole anglikánské církve. Žáci zpívají křesťanské texty. Ve třídě pak učitel probírá s nedospělými chlapci sexuální výchovu, hodina je zakončena názornou ukázkou soulože. Později hrají učitelé ragby proti žákům. Dospělí muži své svěřence vůbec nešetří, na konci hry se chlapci v bolestech svíjí na zemi a učitelé oslavují. Scénka přechází do absurdního děje uprostřed bitevního pole.
- Část 3: Vzájemný boj (Part III: Fighting Each Other) – V zákopu chtějí muži věnovat dárky svému veliteli a postupně jsou jeden po druhém zastřeleni nepřítelem. Zbývající hrstka přeživších se s velitelem nakonec rozhádá. V další skeči pojaté jako parodie vojenského výcviku komanduje vyšší šarže vojíny na cvičišti. Mají pochodovat a seržant chce vědět, jestli si snad někdo dovede představit lepší činnost. Přihlásí se vojín a řekne, že by byl radši doma se ženou a dětmi. Seržant jej za nimi pustí. Další voják má rozečtenou knížku a ostatní by chtěli do kina. Seržant jim to dovolí mumlaje si, že dnešní armáda je „na pytel“. V další skeči situované do roku 1879 do období anglo-zulské války se velitelé v klidu věnují svým činnostem (holení, …), zatímco kolem nich zuří boj a umírají vojáci. Jeden z důstojníků se ráno vzbudí a tvrdí, že jej něco kouslo. Nechce tím příliš obtěžovat doktora. Doktor se dostaví a vyřkne podezření, že to mohl být tygr – muži chybí celá noha. Je zorganizována pátrací výprava. Jednotka v porostu objeví tygra, respektive 2 muže převlečené za tygra.
- Uprostřed filmu (The Middle Of The Film) – Hlasatelka ohlásí střed filmu a následuje surrealistická scénka nazvaná „Najdi rybu“. Prostředí má evokovat honosný dům (pohovka, koberec, stojan se svícemi,…), ale ve skutečnosti to je patro elektrárny. Následuje střih a pohled do akvária, kde ryby komentují předcházející scénku. Čekají, kdy se bude hovořit o smyslu života a uhodnou, že se blíží další část nazvaná
- Část 4: Střední věk (Part IV: Middle Age) – pár amerických turistů se jde v hotelu občerstvit do restaurace ve stylu havajské hladomorny. Zde je pálena stará žena žhavým železem a u zdí jsou přivázány další osoby. U číšníka si turisté objednají menu: konverzaci o smyslu života. Protože netuší, o co se jedná, číšník je trochu uvede do tématu. Vzájemný rozhovor však vázne a manželé vracejí lístek s tím, že „tahle konverzace není nic moc“. Číšník se omlouvá a nabízí další: transplantace živých orgánů.
- Část 5: Transplantace živých orgánů (Part V: Live Organ Transplants) – v této drsnější scénce navštíví dva „záchranáři“ muže, jenž je veden v evidenci dárců jater. Ačkoli argumentuje, že svá játra potřebuje a podepsal souhlas s jejich odebráním po smrti, muži v bílém mu je odeberou zaživa (odběr prý stejně nikdo nepřežije). Muž řve a všude stříká spousta krve. Do místnosti vejde jeho manželka a vypráví „záchranářům“ o chybách svého manžela. Po hudební vložce je přemlouvána k darování jater i ona, s čímž souhlasí. Mezitím ve Very Big Corporation of America probíhá jednání o smyslu života. Jsou řečeny 2 body: a) lidé nenosí příliš klobouky a b) hmota je energie. Jednání je přerušeno v okamžiku, kdy na společnost zaútočí „pirátská loď“ z The Crimson Permanent Assurance. Tvůrci filmu se omlouvají za proradný atak předfilmu a vyřeší to tím, že na loď-budovu odvážných starců nechají spadnout mrakodrap.
- Část 6: Podzim života (Part VI: The Autumn Years) – v první skeči přikráčí do luxusní restaurace velmi obézní muž. Poručí si donést kýbl. Zatímco jej číšník seznamuje s vybranými pochutinami, muž zvrací do kýblu. Pozvrací i jídelní lístek a uklízečku, která je povolána k úklidu koberce. Hosté jsou šokováni a znechuceni. Číšník zachovává klid a dekorum. Muž na konci příběhu praskne, hosté restaurace jsou potřísněni zbytky jídla a částmi jeho těla a hromadně zvrací. Ve druhé části se restaurace uklízí. Číšník, jenž prve obsluhoval obézního zákazníka se nyní baví s uklízečkou. Ta mu říká se značnou dávkou skepse, že pracovala na mnoha exkluzivních místech a stejně jí to k ničemu nebylo. Jiný číšník Gaston pak vede kameru přes město na venkov, kde ukazuje svůj rodný dům. Když byl malý, matka mu říkala, aby obdarovával druhé lidi radostí a šířil kolem sebe klid a spokojenost. Proto se stal číšníkem. Vzápětí se Gaston bezdůvodně rozzuří, pošle kameru „do prdele“ a chvatně odchází.
- Část 7: Smrt (Part VII: Death) – v úvodu je záběr na prchajícího muže pronásledovaného houfem polonahých děvčat v přilbách. Muž si mohl zvolit způsob své popravy, utíká z vězení ke skalnímu útesu. Když jej děvčata dobíhají, zřítí se dolů a spadne do jámy, u níž postává hlouček truchlících lidí. V další skeči si přijde „chmurný žnec“ (smrťák) pro osazenstvo večírku. Lidé berou jeho přítomnost lehkovážně, nenuceně se ptají, co je příčinou jejich úmrtí. Žnec jim sdělí, že to byla pomazánka z lososa obsahující botulotoxin a odvádí jejich duše. Jedna žena reklamuje svou smrt, protože pomazánku nejedla. Duším se nechce následovat žence pěšky a tak nasednou do aut svých bývalých těl a odjíždí do nebe. Tam už je v obrovském sálu shromážděno mnoho dalších postav z předchozích scén filmu a na řadu přichází zpívaná pasáž.
- Konec filmu (The End Of The Film) – hlasatelka oznámí konec filmu a dostane z režie do ruky obálku se smyslem života. „Není to nic zvláštního. Buďte hodní k jiným lidem, nejezte tuky, semtam si přečtěte hezkou knížku, choďte na procházky a zkuste žít harmonicky a v míru s lidmi všech vyznání a ras.“ Závěrem upozorní na přehlídku penisů, která má následovat, aby trochu zdvihla tlak cenzorům a zapálila jiskru kontroverze. To se jeví jako jediný způsob, jak přimět diváky přesycené násilím, aby zvedli svá pozadí a šli do divadla. Žádány jsou nechutnosti. Kam se poděla legrace?